# Polymerus diffusus
Polymerus diffusus är en insektsart som först beskrevs av Philip Reese Uhler 1872.  Polymerus diffusus ingår i släktet Polymerus och familjen ängsskinnbaggar. Inga underarter finns listade i Catalogue of Life.